# Hugo Pieter Vogel

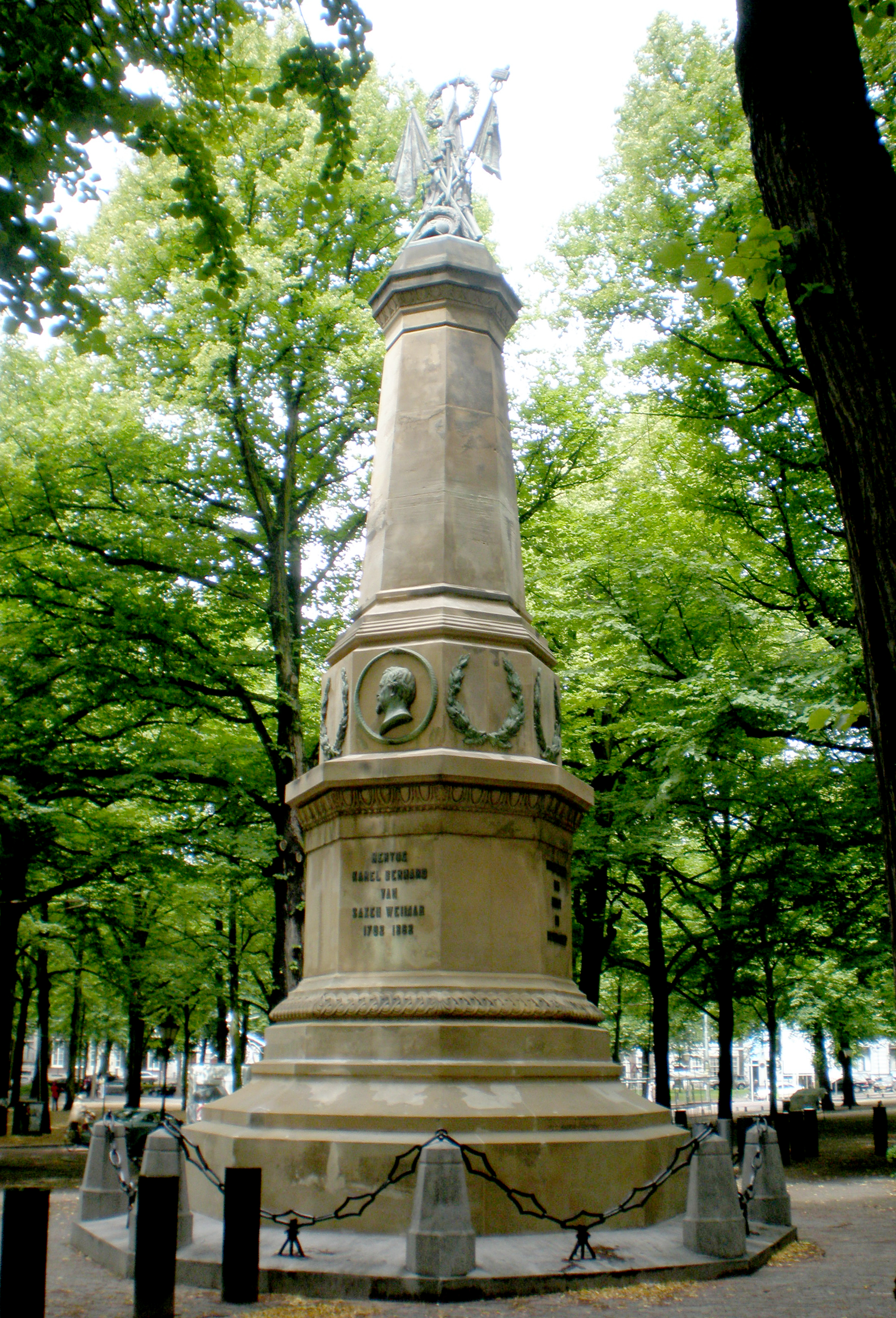
H.P. Vogel & J.Ph. Koelman. Monument voor Karel Bernhard van Saksen-Weimar-Eisenach. 1866.

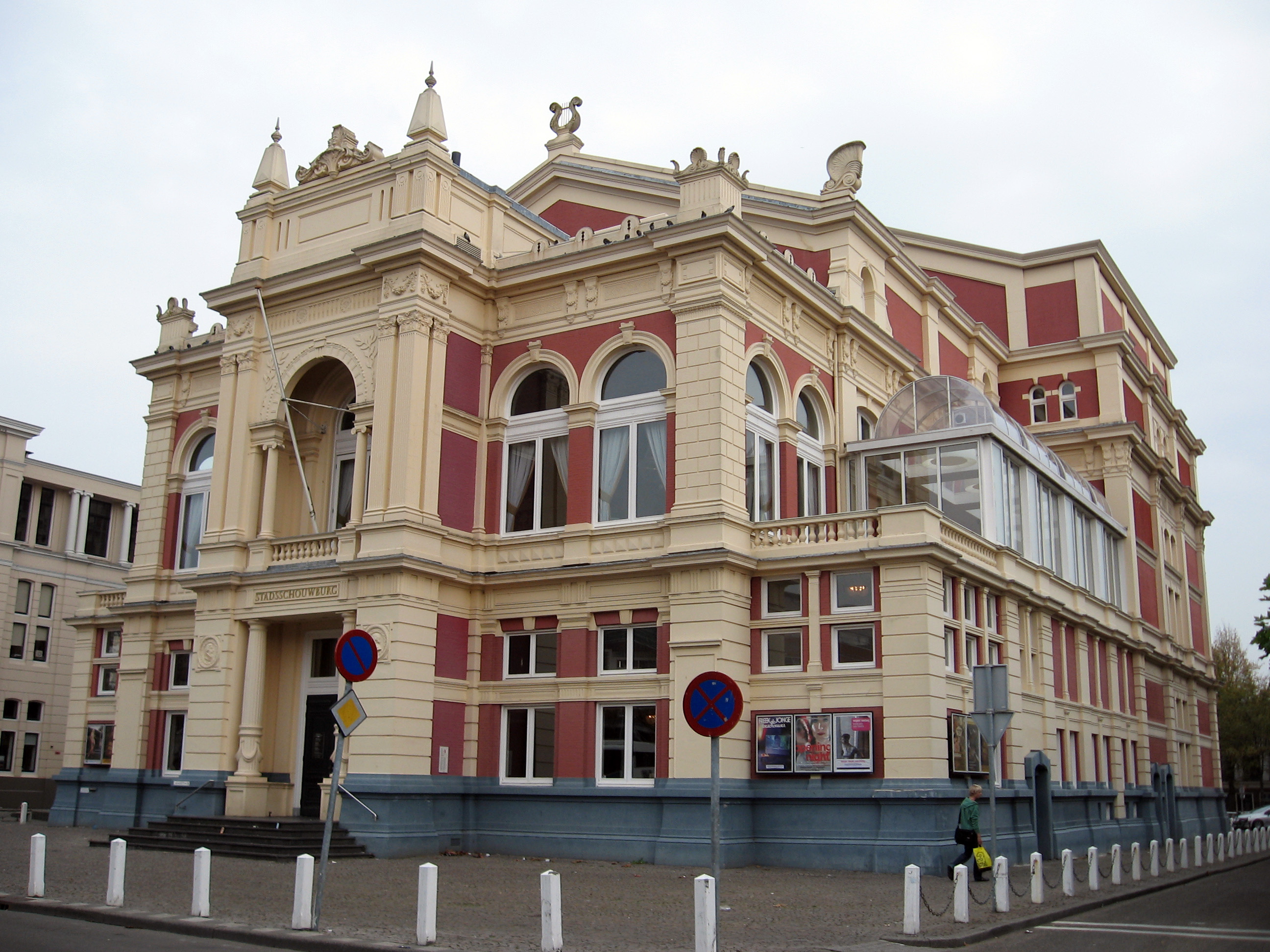
H.P. Vogel & F.W. van Gendt. Stadsschouwburg Groningen.

Hugo Pieter Vogel (Hooge Zwaluwe, 27 november 1833 – Den Haag, 5 januari 1886) was een Nederlands architect. Hij was hoogleraar en onder-directeur van de Academie van Beeldende Kunsten in Den Haag.

## Leven en werk
Vogel was zoon van de burgemeester van Hooge en Lage Zwaluwe en een jongere broer van de schilder Johannes Gijsbert Vogel. Na de lagere school kwam hij eerst onder leiding van architect F.W. Fromberg in Arnhem en daarna onder die van architect J.W. Schaap in Leiden, die destijds timmerman was en les gaf aan het genootschap Mathesis Scientiarum Genitrix. Rond deze tijd won hij een prijsvraag voor een militair wachthuis, uitgeschreven door de Maatschappij tot Bevordering der Bouwkunst.
In 1855 verhuisde Vogel naar Amsterdam om als opzichter leiding te geven aan de bouw van een herenhuis en winkel naar ontwerp van architect Molkenboer. Hierna bleef hij in Amsterdam om zich door eigen studie verder te bekwamen. Hij raakte bevriend met andere Amsterdamse bouwkundigen en samen met hen richtte hij in 1855 architectuurvereniging Architectura et Amicitia op. Vogel was gedurende de periode dat hij in Amsterdam woonde bestuurslid van deze vereniging en nam regelmatig deel aan prijsvragen die ze uitschreef en bijeenkomsten die ze organiseerde. Zomer 1857 vertrok hij naar Zaandam om als tekenaar en opzichter voor het bureau van architect L.J. Immink te werken.
In 1860 werd hij benoemd tot hoofdonderwijzer in de Bouwkunst en tweede-directeur aan de Academie van Beeldende Kunsten in Den Haag, welke functie hij tot zijn dood zou vervullen. Als tweede-directeur zorgde hij voor een uitbreiding en verbetering van het bouwkundig onderwijs. In 1865 nam hij samen met eerste-directeur van de Koninklijke Academie, de beeldhouwer Johan Philip Koelman, deel aan de ontwerpwedstrijd van een Paleis der Staten-Generaal. Hun ontwerp werd naast twee andere als beste beoordeeld en aangekocht door het Rijk. Verder ontwierp Vogel in samenwerking met Koelman een monument voor de hertog van Saksen-Weimar voor het Lange Voorhout in Den Haag, de verdedigers van de citadel van Antwerpen in Ginneken en burgemeester Van der Werff in Leiden.

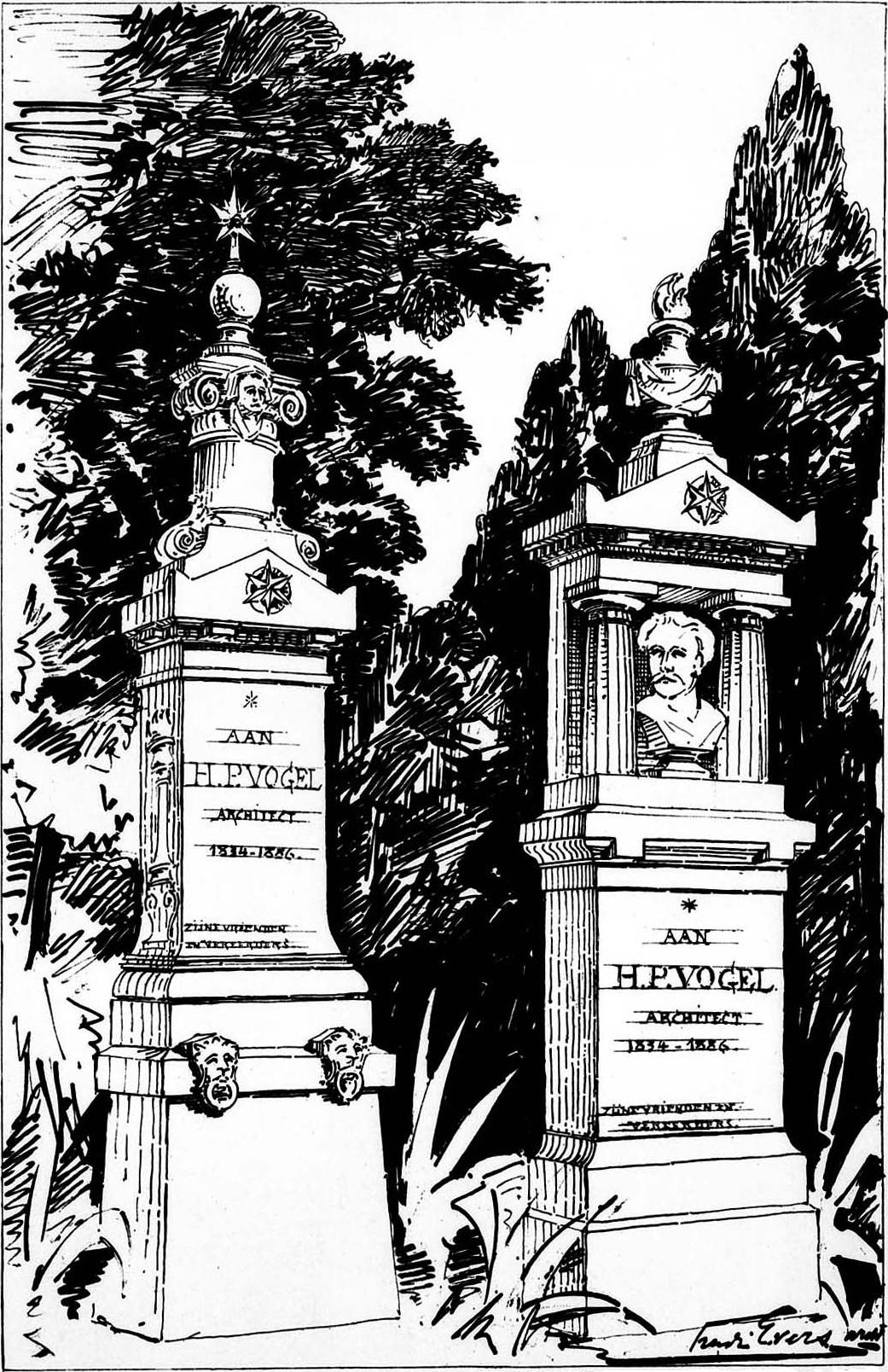
Henri Evers. Prijsvraagontwerp voor een gedenkteken op het graf van H.P. Vogel. 1886.

Bij de besloten wedstrijd voor het ontwerp van het Rijksmuseum in 1876, waarvoor ook Cuypers en Eberson waren uitgenodigd, won Vogel de tweede prijs. De verbouwing van de schouwburg in Utrecht en de nieuwe stadsschouwburg in Groningen ontwierp hij in samenwerking met de Arnhemse architect Frederik Willem van Gendt. Verder ontwierp hij de Koninklijke Stallen in Den Haag, het gebouw van de Sophiastichting in Scheveningen, de Cremer-bank in de Scheveningse Bosjes en tal van particuliere gebouwen.
Vogel was enige tijd werkzaam als bestuurslid van de Maatschappij tot Bevordering der Bouwkunst en was meermalen lid van de Commissie voor het afnemen van de examens in het hand- en rechtlijnig tekenen voor Middelbaar onderwijs. Tot zijn dood was hij voorzitter van de Haagse afdeling van de Maatschappij tot Bevordering der Bouwkunst en lid van het Koninklijk Instituut van Ingenieurs.
Als eerbetoon aan H.P. Vogel schreef Architectura et Amicitia in 1886 een prijsvraag uit voor een gedenkteken op diens graf. De inzender van nummer 1 en 3 werd beloond met een getuigschrift. De maker van deze twee ontwerpen was Vogels oud-leerling, Henri Evers.